# Hrisaor
Hrisaor (grč. Χρυσάωρ) u grčkoj mitologiji je Pegazov brat, sin Posejdona i gorgone Meduze i Gerionov otac.
U prevodu sa grčkog njegovo ime znači „ onaj koji ima zlatni mač”.
Prema mitu njega i krilatog konja Pegaza začeli su u Ateninom hramu Posejdon i Meduza.Boginja Atina se razbesnela zbog ovog svetogrđa te je Meduzu pretvorila u Gorgonu.Zbog toga oni nisu bili rođeni sve dok Persej nije odrubio Meduzinu glavu.Tada se iz Meduzine krvi razlivene u moru rodio krilati mladić sa zlatnim mačem, to jest div Hrisaor, a iz Meduzinog odrezanog trupa izleteo je Pegaz.
Hrisaor je bio kralj na Iberijiskom poluostrvu. Bio je oženjen okeanidom Kalirojom ćerkom Okeana i Tetije sa kojom je imao sina Geriona, kojeg je ubio Herakle u jednom od svojih dvanaest zadataka koje mu je postavio Euristej (mit o Gerionovim stadima).